# Manhua
Manhua (giản thể: 漫画; phồn thể: 漫畫; bính âm: mànhuà; Hán-Việt: mạn họa) hay truyện tranh Hoa ngữ là dòng truyện tranh tiếng Hoa có nguồn gốc sản xuất tại Trung Quốc, Hồng Kông và Đài Loan, thường bao gồm cả bản dịch tiếng Hoa của manga.

## Nguyên gốc từ
Thuật ngữ manhua ban đầu xuất phát từ thế kỷ 18, được sử dụng trong bức tranh của những học giả Trung Quốc. Vào cuối thế kỷ 19, nó trở nên phổ biến ở Nhật dưới tên gọi manga. Năm 1925, Feng Zikai tái đưa từ này vào tiếng Trung với ý nghĩa hiện đại qua loạt tranh châm biếm chính trị mang tên Zikai Manhua trên tờ Wenxue Zhoubao (Tuần báo Văn học). Mặc dù đã tồn tại các thuật ngữ khác trước đó, ấn phẩm này đã định hình nên thuật ngữ manhua, ghi đè lên nhiều miêu tả khác về nghệ thuật hoạt hình đã được sử dụng trước đó, và từ này đã trở thành tên gọi chung cho tất cả tài liệu truyện tranh Trung Quốc.
Các ký tự Hán cho manhua giống với những ký tự được dùng cho từ manga tiếng Nhật và manhwa tiếng Hàn Quốc. Người vẽ hoặc viết manhua được gọi là manhuajia (phồn thể: 漫畫家; giản thể: 漫画家; bính âm: mànhuàjiā).

## Đặc điểm của manhua
Manhua có thể diễn ra ở Trung Quốc hiện đại như Bắc Kinh, Thượng Hải, Quảng Châu hoặc Tây An cho hầu hết các kịch bản, Hồng Kông, hoặc Đài Bắc (Đài Loan), cũng như Trung Quốc cổ đại, nơi các hoàng đế vẫn còn tồn tại. Do nguồn gốc manhua mà nó có nhiều khía cạnh của văn hóa Trung Quốc bao gồm thực phẩm, quần áo và lối sống.
Manhua được đọc từ phải sang trái, từ trên xuống dưới, và thường được phối màu sắc đầy đủ với hình ảnh minh hoạ tuyệt đẹp. Cốt truyện của manhua có xu hướng khác nhau với nhiều câu chuyện lấy bối cảnh ở Trung Quốc cổ đại.

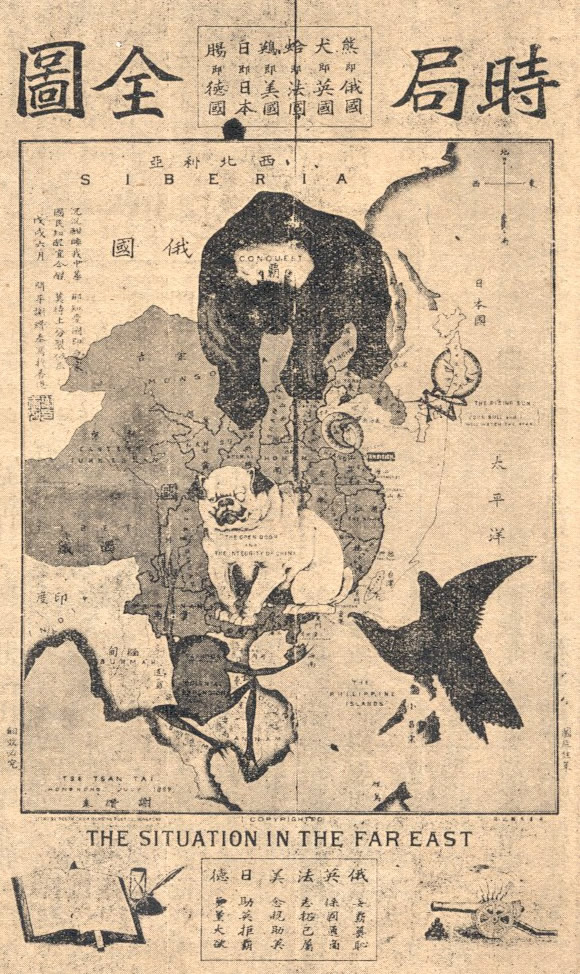
Thời cục toàn đồ -một manhua năm 1899 của tác giả Tạ Toản Thái

"Dời bỏ cuộc sống dân thường và nhập ngũ", bức manhua năm 1939 có tên Ông Vương của Diệp Tiên Dư phản ánh đời sống của họa sĩ thời kỳ Chiến tranh Trung-Nhật

## Lịch sử

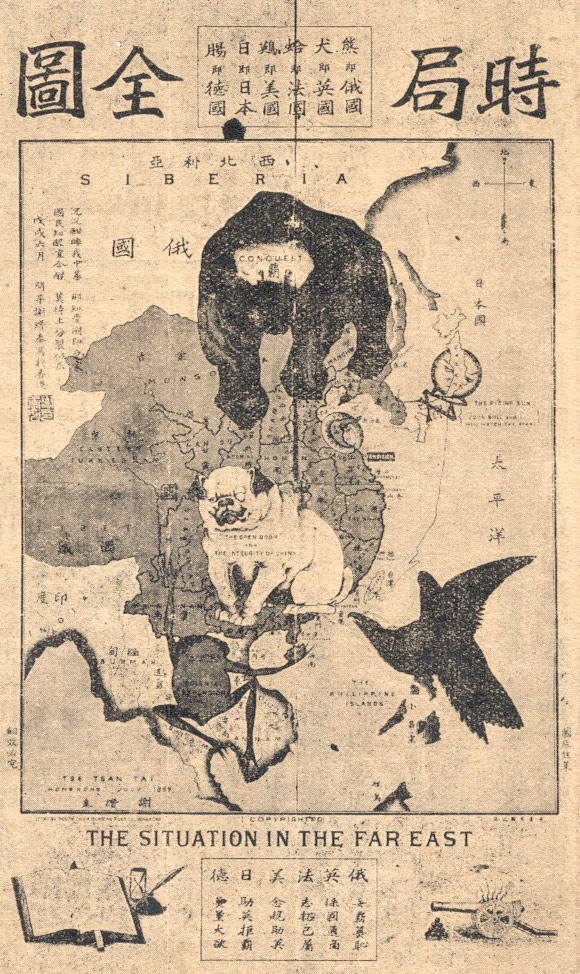
Tình hình ở Đông Á, một tác phẩm manhua năm 1899 của Tse Tsan-tai

"Bỏ cuộc sống dân thường, Gia nhập quân đội": Tranh manhua Mr. Wang của Ye Qianyu năm 1939 phản ánh cuộc đời nghệ sĩ trong thời kỳ xâm lược Trung Quốc bởi Nhật Bản.

Các ví dụ cổ nhất về bức vẽ Trung Quốc là tượng chạm đá từ thế kỷ 11 trước Công nguyên và đồ gốm từ năm 5000 đến 3000 trước Công nguyên. Các ví dụ khác bao gồm bức vẽ bằng bút tượng trưng từ Nền văn minh Minh, bức tranh châm biếm có tựa "Con công" của họa sĩ thời kỳ đầu Thanh Zhu Da, và tác phẩm có tên "Hình ảnh trò ma quỷ" khoảng năm 1771 của Luo Liang-feng. manhua Trung Quốc ra đời vào cuối thế kỷ 19 và đầu thế kỷ 20, từ năm 1867 đến 1927.
Sự giới thiệu của phương pháp in lito tương phản từ phương Tây đã đóng vai trò quan trọng trong việc phát triển nghệ thuật từ đầu thế kỷ 20. Từ những năm 1870 trở đi, các bức tranh châm biếm xuất hiện trên báo và tạp chí. Đến thập kỷ 1920, sách ảnh kích thước lòng bàn tay như Lianhuanhua trở nên phổ biến ở Thượng Hải. Chúng được coi là tiền thân của manhua hiện đại.
Một trong những tạp chí tranh châm biếm đầu tiên xuất phát từ Vương quốc Anh mang tựa đề "The China Punch". Bức tranh đầu tiên vẽ bởi một người có quốc tịch Trung Quốc là "Tình hình ở Đông Pha" của Tse Tsan-tai vào năm 1899, được in tại Nhật Bản. Tôn Trung Sơn thành lập Nước Cộng hòa Trung Hoa vào năm 1911, sử dụng manhua của Hồng Kông để phổ biến tuyên truyền chống nhà Thanh. Một số manhua tương hợp với giai đoạn chính trị và chiến tranh ban đầu là "Bản ghi chính thống" và "Hình ảnh Nhân gian".
Cho đến khi Hội Họa bút pháp Thượng Hải ra đời vào năm 1927, các tác phẩm trước đó đều là Lianhuanhua hoặc bộ sưu tập lỏng lẻo. Tạp chí manhua đầu tiên thành công, "Shanghai Sketch" (hoặc "Shanghai Manhua"), xuất hiện vào năm 1928. Trong khoảng thời gian từ 1934 đến 1937, khoảng 17 tạp chí manhua được xuất bản tại Thượng Hải. Định dạng này lại được sử dụng để tuyên truyền khi xảy ra Cuộc chiến tranh Nhật-Trung lần thứ hai. Nhưng đến khi Nhật Bản chiếm đóng Hồng Kông vào năm 1941, mọi hoạt động manhua đã ngừng. Sau khi Nhật Bản đầu hàng vào năm 1945, xảy ra sự hỗn loạn chính trị giữa Quốc dân và Cộng sản Trung Quốc. Một trong những manhua quan trọng trong thời kỳ này là "Đây Là Thời Đại Tranh Đồ" của Renjian Huahui, đã ghi chú về bối cảnh chính trị tại thời điểm đó.
Một trong những truyện tranh phổ biến và bền vững trong giai đoạn này là Sanmao của Zhang Leping, xuất bản lần đầu vào năm 1935.
Trong thời kỳ Chiến tranh Kháng Nhật bắt đầu từ năm 1937, nhiều họa sĩ truyện tranh Trung Quốc, bao gồm cả Ye Qianyu, lánh khỏi Thượng Hải và các thành phố khác để chiến đấu bằng "chiến tranh du kích truyện tranh" chống lại người Nhật.
Sự gia tăng của người nhập cư Trung Quốc đã biến Hồng Kông thành thị trường chính cho manhua, đặc biệt với thế hệ trẻ sinh ra trong thời kỳ bùng nổ dân số. Tạp chí manhua có ảnh hưởng lớn cho người trưởng thành là Cartoons World năm 1956, thúc đẩy sự thành công của Uncle Choi. Sự xuất hiện của truyện tranh Nhật Bản và Đài Loan đã thách thức ngành công nghiệp địa phương. Manhua giống Old Master Q được đưa vào để tái khơi dậy ngành công nghiệp truyện tranh địa phương.
Sự xuất hiện của truyền hình trong những năm 1970 đã tạo điểm thay đổi. Phim của Bruce Lee thống trị thời kỳ và sự phổ biến của ông đã thúc đẩy làn sóng mới của manhua Kung Fu. Bạo lực đã giúp bán sách truyện tranh, và Chính phủ Hồng Kông can thiệp với Luật Xuất bản Không đứng đắn vào năm 1975. Little Rascals là một trong những tác phẩm thể hiện tất cả những thay đổi xã hội. Trong những năm 90, tài liệu cũng nở rộ với các tác phẩm như McMug và câu chuyện ba phần như "Teddy Boy", "Portland Street" và "Red Light District".
Từ những năm 1950, thị trường manhua của Hồng Kông đã tách biệt khỏi Trung Quốc đại lục.
Si loin et si proche, của nhà văn và họa sĩ người Trung Quốc Xiao Bai, đã giành Giải Vàng tại Giải Manga Quốc tế lần thứ 4 vào năm 2011. Nhiều manhua khác cũng đã giành Giải Bạc và Giải Đồng tại Giải Manga Quốc tế.
Từ nửa cuối thập kỷ 2000 và đầu thập kỷ 2010, nhiều họa sĩ truyện Trung Quốc đã sử dụng mạng xã hội để lan truyền các trang vẽ và truyện tranh châm biếm trực tuyến. Do kiểm soát nghiêm ngặt ở Trung Quốc, xuất bản in dần được thay thế bằng microblogging như Sina Weibo và Douban, nơi manhua có thể tiếp cận đông đảo độc giả với ít kiểm soát biên tập hơn.
Mặc dù Trung Quốc lâu nay là thị trường tiêu dùng chính của truyện tranh, loại nghệ thuật này chưa từng được coi là "công trình nghệ thuật nghiêm túc". R. Martin của tạp chí The Comics Journal mô tả cái nhìn của Trung Quốc về truyện tranh như "sự bắt chước không đầy đủ của phim ảnh". Trong thập kỷ cuối 2000, nhiều họa sĩ bắt đầu tự xuất bản trên mạng xã hội thay vì phát hành bản giấy, do Trung Quốc kiểm soát nghiêm ngặt xuất bản. Các trang web như Douban (2005) và Sina Weibo (2009) là nơi phổ biến cho manhua và webcomics.
Năm 2015, Hội chợ Truyện tranh và Hoạt hình Quốc tế Đài Bắc đã đánh dấu sự xuất hiện của "kỷ nguyên webcomics". Với sự gia tăng sử dụng điện thoại thông minh trong thế hệ trẻ, manhua, webcomics, và webtoons dự kiến sẽ trở nên phổ biến hơn. Với nền tảng truyện tranh trực tuyến bằng tiếng Trung ngày càng phát triển, các nghệ sĩ trẻ có nhiều cơ hội xuất bản và xây dựng uy tín. Trong nửa sau của thập kỷ 2010, webtoon Hàn Quốc và các nền tảng webtoon đã trở nên ngày càng phổ biến tại Trung Quốc.
Năm 2016, hai manhua đã được chuyển thể thành series truyền hình anime: Yi Ren Zhi Xia và Soul Buster. Một series khác, Bloodivores, dựa trên manhua web, sẽ được phát sóng vào ngày 1 tháng 10 năm 2016. Một series khác, The Silver Guardian, dự kiến sẽ ra mắt vào năm 2017.

## Manhuakỹ thuật số

### ManhuaTrực tuyến
Manhua trực tuyến, hay còn gọi là manhua web, là một dạng nghệ thuật đang phát triển mạnh tại Trung Quốc. Những tác phẩm manhua web được đăng tải trên mạng xã hội và các cổng thông tin manhua web, nơi có ngưỡng tham gia dễ dàng hơn so với việc xuất bản in ở nước này. Mặc dù hiện tại ít người kiếm tiền từ manhua trực tuyến tại Trung Quốc, phương tiện này trở nên phổ biến vì việc tải lên và xuất bản tác phẩm dễ dàng, khả năng xuất bản màu sắc, cùng với quyền truy cập đọc miễn phí. Một số trang web manhua web phổ biến bao gồm QQ Comic và U17. Gần đây, một số manhua web Trung Quốc đã được chuyển thể thành series hoạt hình, với một số trong số đó hợp tác sản xuất cùng ngành công nghiệp hoạt hình Nhật Bản.

### Webcomics
Khi mạng xã hội và truyện tranh trực tuyến đang phổ biến, chúng được sử dụng nhiều để thể hiện chính trị và châm biếm. Dù Trung Quốc là người tiêu dùng truyện tranh lớn, hình thức này chưa được xem là "tác phẩm nghệ thuật nghiêm túc". Theo R. Martin từ The Comics Journal, Trung Quốc coi truyện tranh là "bản sao rẻ tiền của phim". Chính phủ Trung Quốc kiểm soát việc xuất bản truyện tranh, khiến các họa sĩ gặp khó khăn tiếp cận đại chúng. Nhiều họa sĩ đã tự xuất bản trên mạng xã hội thay vì in trên giấy. Douban và Sina Weibo là nơi phổ biến cho truyện tranh trực tuyến. Trong nửa sau của thập kỷ 2010, webtoon Hàn Quốc ngày càng phổ biến ở Trung Quốc.
Các họa sĩ như Kuang Biao và Rebel Pepper sử dụng Internet chỉ trích Đảng Cộng sản và lãnh đạo. Chính trị và nhân vật như Lệ Phong thường bị chế nhạo trực tuyến, mặc dù chính phủ cố gắng kiểm duyệt. Mạng xã hội đã thay đổi môi trường cho họa sĩ, như David Bandurski từ Đại học Hong Kong nói. Pi San chỉ trích các công ty Internet tự kiểm duyệt. Tài khoản Sina Weibo của Rebel Pepper đã bị xóa hơn 180 lần vào năm 2012.
Các trang như Sina Weibo cũng bị kiểm duyệt bởi chính phủ. Reuters nói khoảng 150 tốt nghiệp sinh được thuê để kiểm duyệt, và máy tính loại bỏ khoảng 3 triệu bài viết mỗi ngày. Hình ảnh bị cấm trên Sina Weibo bao gồm Mao Trạch Đông đeo khẩu trang, ảnh quan chức đeo đồng hồ đắt tiền, và chỉ trích cảnh sát, giáo dục, và chính sách một con.

### Webtoons
Webtoons ngày càng phổ biến ở Trung Quốc, cùng với sự nổi tiếng của webtoons Hàn Quốc. Sina Weibo và Tencent cung cấp webtoon trên trang manhua số của họ, và nhiều tác phẩm đã được dịch sang nhiều ngôn ngữ. Cổng webtoon ở Trung Quốc do các công ty lớn vận hành, còn ở Đài Loan do nhà xuất bản ngoại quốc hoạt động.

## Sự khác biệt về định dạng
Manhua có thể có sự khác biệt trong cách định dạng và trình bày tùy thuộc vào nơi chúng được tạo ra. Ngoài việc sử dụng ký tự Trung Quốc truyền thống và đơn giản hóa, manhua còn có thể được đọc theo cách khác tùy thuộc vào nguồn gốc. Văn bản gốc tiếng Trung trong manhua từ Trung Quốc lục địa thường được đặt ngang và đọc từ trái sang phải (tương tự như truyện tranh phương Tây và manhwa Hàn Quốc), trong khi manhua từ Đài Loan và Hồng Kông thường có ký tự được sắp xếp dọc từ trên xuống và câu văn đọc từ phải sang trái.
Các sự khác biệt này xuất phát từ các quy định về phong cách do chính phủ Trung Quốc, Đài Loan và Hồng Kông quy định.

## Kinh tế
Họa sĩ châm biếm chính trị Liu "Anh Trai Xác Chết Lớn" Jun đã có hơn 130.000 người theo dõi trên Sina Weibo vào tháng 12 năm 2013, còn Kuang Biao đăng tác phẩm của mình cả trực tuyến và trên các tạp chí in.
Ngành công nghiệp truyện tranh Đài Loan kỳ vọng truyện tranh trực tuyến sẽ phát triển tài chính, nhưng chưa có con số chính xác. Các họa sĩ truyện tranh đoạt giải như Chung Yun-de và Yeh Yu-tung buộc phải chuyển sang truyện tranh trực tuyến vì thu nhập hàng tháng quá thấp để sống.
Họa sĩ truyện tranh Bắc Kinh là Bu Er Miao bán truyện tranh trực tuyến của mình Mèo Điện và Chó Sấm Sét trên dịch vụ eBook của Douban với giá 1,99 CNY (khoảng 0,30 USD). Khi hỏi về lợi nhuận từ truyện tranh trực tuyến, Miao miêu tả số tiền 1,79 CNY mà cô kiếm được cho mỗi bức tranh là "một khoản tiền mà nếu bạn thấy nó trên đường phố, không ai thèm nhặt lên."

## Chuyển thể
Truyện tranh trực tuyến Trung Quốc Một Trăm Nghìn Trò Đùa Tệ đã được chuyển thể thành phim cùng tên ra mắt năm 2014. Năm 2016, hai loạt phim anime dựa trên truyện tranh trực tuyến manhua Trung Quốc đã phát sóng: Hitori no Shita: The Outcast, dựa trên Dưới Một Người của Đồng Mạn Thang và Bloodivores, dựa trên một web manhua của Bách Tiểu. Loạt phim hoạt hình Trung Quốc-Nhật dựa trên Chōyū Sekai dự kiến phát sóng năm 2017. Một loạt phim khác, Vị Hộ Vệ Bạc, dựa trên Vị Hộ Vệ Bạc, ra mắt năm 2017. Chang Ge Xing, bản chuyển thể live-action từ manhua cùng tên của Xia Da, đã bắt đầu quay phim năm 2019.
Kakao, quản lý cổng webtoon Hàn Quốc Daum Webtoon, đã hợp tác với Tập đoàn Huace Trung Quốc để sản xuất phim truyền hình và phim live-action bằng tiếng Trung dựa trên webtoon Hàn Quốc.

## Tại Việt Nam
Một số bộ truyện manhua được yêu thích tại Việt Nam có thể kể đến như:
| Tựa đề                        | Tựa tiếng Anh          | Tựa tiếng Hoa | Năm       | Tác giả                         | Thể loại                     | Quốc gia           |
| ----------------------------- | ---------------------- | ------------- | --------- | ------------------------------- | ---------------------------- | ------------------ |
| Tam Mao                       | Sanmao                 | 三毛流浪記    | 1935      | Trương Lạc Bình                 | Manhua                       | Trung Hoa Dân Quốc |
| Chú Thoòng                    | Old Master Q           | 老夫子        | 1962-1964 | Vương Trạch                     | Truyện tranh Hồng Kông       | Hồng Kông          |
| Ô Long Viện                   | Wuloom Family          | 烏龍院        | 1980      | Ngao Ấu Tường                   | Truyện tranh Đài Loan        | Đài Loan           |
| Phong Khởi Thương Lam         | Feng Qi Cang Lan       | 风起苍岚      | 2013      | Cổ Hiên                         | Truyện tranh mạng Trung Quốc | Trung Quốc         |
| Tam nhãn hao thiên lục        |                        |               |           |                                 | Truyện tranh mạng Trung Quốc | Trung Quốc         |
| Phượng Nghịch Thiên Hạ        |                        |               |           |                                 | Truyện tranh mạng Trung Quốc | Trung Quốc         |
| Kỵ Sĩ Hoang Tưởng Dạ          |                        |               |           |                                 | Truyện tranh mạng Trung Quốc | Trung Quốc         |
| Thiên giáng hiền thục nam     |                        |               |           |                                 | Truyện tranh mạng Trung Quốc | Trung Quốc         |
| Xuyên Duyệt Tây Nguyên 3000   |                        |               |           |                                 | Truyện tranh mạng Trung Quốc | Trung Quốc         |
| Tần Trảo Tiền Thế Chi Lữ      |                        |               |           |                                 | Truyện tranh mạng Trung Quốc | Trung Quốc         |
| Huyết Tộc Cấm Vực             |                        |               |           |                                 | Truyện tranh mạng Trung Quốc | Trung Quốc         |
| Lượm được một tiểu hồ ly      |                        |               |           |                                 | Truyện tranh mạng Trung Quốc | Trung Quốc         |
| Bạn gái ăn thịt người của tôi | My Cannibal Girlfriend | 我的食人女友  |           | Thiên Triều Đại Quốc (天朝大国) | Truyện tranh mạng Trung Quốc | Trung Quốc         |